# Xestia obsoleta
Xestia obsoleta là một loài bướm đêm trong họ Noctuidae.